# Pilisszentlászló
Pilisszentlászló is een plaats (község) en gemeente in het Hongaarse comitaat Pest. Pilisszentlászló telt 956 inwoners (2001).